# Live & Loud
Live & Loud (с англ. — «Живо и Громко») — концертный альбом британского рок-музыканта Оззи Осборна, который был выпущен 28 июня 1993 года. Песня «Black Sabbath» была исполнена в оригинальном составе Black Sabbath на концертах «Costa Mesa Reunion».
В дополнение к альбому также вышла DVD-версия релиза (один из первых когда-либо выпущенных DVD). Данный DVD-диск содержит набор концертных записей с различных шоу. Доказательством этого может служить то, что Осборн выступает в разной одежде так же, как и гитарист Закк Уайлд играет на трёх различных гитарах в ходе исполнения одной песни.
В апреле 2002 года Live & Loud был удалён из каталога Оззи Осборна и не был возвращён туда по сей день. Учитывая это, песня «I Don’t Want to Change the World» присутствует на альбоме The Essential Ozzy Osbourne, выпущенном в 2003 году и доступном на iTunes Music Store.
Осборн также выиграл Грэмми за версию песни «I Don’t Want To Change The World» включённую в альбом.
Помимо стандартного релиза на двух компакт-дисках, альбом был выпущен в формате диджипак с металлической рифленой обложкой и такими же татуировками, как во вкладыше к альбому.
Тур, в течение которого был записан альбом, был последним туром перед возвращением (с которым, по-видимому, Осборну не хотелось ждать), и назывался No More Tours (с англ. — «Хватит туров»), что является аллюзией на название предыдущего релиза под названием «No More Tears».

## Список композиций
1. Вступление — 3:12
2. «Paranoid» (Осборн, Айомми, Батлер, Уорд) — 3:17
  - с альбома Paranoid
3. «I Don’t Want to Change the World» (Осборн, Уайлд, Кастилло, Килмистер) — 4:06
  - с альбома No More Tears
4. «Desire» (Осборн, Уайлд, Кастилло, Килмистер) — 6:00
  - с альбома No More Tears
5. «Mr. Crowley» (Осборн, Роадс, Дэйсли) — 6:25
  - с альбома Blizzard of Ozz
6. «I Don't Know» (Осборн, Роадс, Дэйсли) — 5:12
  - с альбома Blizzard of Ozz
7. «Road to Nowhere» (Осборн, Уайлд, Кастилло) — 5:30
  - с альбома No More Tears
8. «Flying High Again» (Осборн, Роадс, Дэйсли, Керслейк) — 5:03
  - с альбома Diary of a Madman
9. Гитарное соло (Уайлд) — 4:43
10. «Suicide Solution» (Осборн, Роадс, Дэйсли) — 5:02
  - с альбома Blizzard of Ozz
11. «Goodbye to Romance» (Осборн, Роадс, Дэйсли) — 6:18
  - с альбома Blizzard of Ozz
12. «Shot in the Dark» (Осборн, Суссан) — 6:36
  - с альбома The Ultimate Sin
13. «No More Tears» (Осборн, Уайлд, Инез, Кастилло, Парделл) — 7:50
  - с альбома No More Tears
14. «Miracle Man» (Осборн, Уайлд, Дэйсли) — 4:58
  - с альбома No Rest for the Wicked
15. Соло ударных (Кастилло) — 2:52
16. «War Pigs» (Осборн, Айомми, Батлер, Уорд) — 9:17
  - с альбома Paranoid
17. «Bark at the Moon» (Осборн) — 5:28
  - с альбома Bark at the Moon
18. «Mama, I’m Coming Home» (Осборн, Уайлд, Килмистер) — 5:45
  - с альбома No More Tears
19. «Crazy Train» (Осборн, Роадс, Дэйсли) — 6:20
  - с альбома Blizzard of Ozz
20. «Black Sabbath» (Осборн, Айомми, Батлер, Уорд) — 7:12
  - с альбома Black Sabbath
21. «Changes» (Осборн, Айомми, Батлер, Уорд) — 5:15
  - с альбома Black Sabbath, Vol. 4

## Участники записи
- Оззи Осборн — вокал
- Закк Уайлд — гитара
- Майк Айнез — бас-гитара
- Кевин Джонс — клавишные
- Рэнди Кастилло — ударные
- Тони Айомми — гитара на песне «Black Sabbath»
- Гизер Батлер — бас-гитара на песне «Black Sabbath»
- Билл Уорд — ударные на песне «Black Sabbath»

## Позиции в чартах
Альбом — Billboard (Северная Америка)
| Год  | Чарт          | Позиция |
| ---- | ------------- | ------- |
| 1993 | Billboard 200 | 22      |

Альбом — ARIA (Австралия)
| Год  | Чарт                        | Позиция |
| ---- | --------------------------- | ------- |
| 1993 | Australian ARIA Album Chart | 25      |

Синглы — Billboard (Северная Америка)
| Год  | Сингл     | Чарт                   | Позиция |
| ---- | --------- | ---------------------- | ------- |
| 1993 | «Changes» | Mainstream Rock Tracks | 9       |

## Итоги продаж
Сертификация RIAA (США)
| Дата            | Статус  | Общее количество продаж |
| --------------- | ------- | ----------------------- |
| 9 августа, 1993 | Золото  | 500 000                 |
| 26 июля, 2000   | Платина | 1 000 000               |